# Parasymmetrorbione
Parasymmetrorbione is een monotypisch geslacht van pissebedden met een enkele soort:
- Parasymmetrorbione bicauda